# Lacistemataceae
Lacistemataceae is een botanische naam, voor een familie van tweezaadlobbige planten. Een familie onder deze naam wordt vrij regelmatig erkend door systemen voor plantentaxonomie, al vanaf het systeem van De Candolle, waarin ze deel uitmaakte van de Thalamiflorae. Toch worden deze planten ook wel ingedeeld bij de familie Flacourtiaceae.
De familie wordt wel erkend door het APG-systeem (1998) en het APG II-systeem (2003). Het gaat dan om een kleine familie van twee genera, bestaande uit houtige planten in tropisch Zuid-Amerika.
In het Cronquist-systeem (1981) is de plaatsing van de familie in een orde Violales.